# 150 miligramů
150 miligramů (v originále La Fille de Brest) je francouzský hraný film z roku 2016, který režírovala Emmanuelle Bercot jako adaptaci knihy Mediator 150 mg: combien de morts? od pneumoložky Irène Frachon z Fakultní nemocnice v Brestu. Snímek měl světovou premiéru na mezinárodním filmovém festivalu v San Sebastiánu dne 12. září 2016.

## Děj
V únoru 2009 získají lékaři z univerzitní nemocnice v Brestu podezření, že případy srdeční valvulopatie a plicní arteriální hypertenze, mají souvislost s užíváním léku Mediator, který prodávají laboratoře Servier. Pneumoložka Irène Frachon a výzkumník profesor Antoine Le Bihan odjíždějí do Paříže, aby na tyto skutečnosti upozornili. Zjišťují však, že farmaceutickým laboratořím se daří převzít kontrolu nad zdravotnickými dozorovými orgány. Irène Frachon a Antoine le Bihan mají pocit, že před sebou mají sjednocený blok, kde je nemožné rozlišit experty ze zdravotnických agentur od expertů z laboratoří Servier.
Celý tento systém umožňuje zakrývání odpovědnosti. Antoine Le Bihan je jako výzkumník rychle neutralizován. Financování jeho výzkumu je sníženo, takže nemá jinou možnost než odejít do Kanady. Irène Frachon však i v tomto prostředí nachází spojence, kteří ji povzbuzují k pokračování v boji. Studentka farmacie, která ve své diplomové práci uvádí počet obětí Brestu, epidemioložka Catherine Hillová, vydavatel nebo novinářka z Le Figara.

## Obsazení
| Sidse Babett Knudsenová | doktorka Irène Frachon                   |
| Benoît Magimel          | profesor Antoine Le Bihan                |
| Charlotte Laemmel       | Patoche, zdravotní sestra                |
| Gilles Treton           | doktor Yannick Jobic                     |
| Lara Neumann            | Anne Jouan, novinářka z Le Figara        |
| Isabelle de Hertogh     | pacientka Corinne Zacharria              |
| Raphaël Ferret          | Fred                                     |
| Philippe Uchan          | doktor Aubert                            |
| Patrick Ligardes        | Bruno Frachon, manžel Irène              |
| Gustave Kervern         | editor Charles Kermarec                  |
| Éric Toledano           | laboratorní expert farmakologické komise |
| Pablo Pauly             | advokát Charles-Joseph Oudin             |
| Éric Verdin             | pan Honorat                              |
| Fabrice Michel          | Aquilino Morelle                         |
| Nicolas Moreau          | profesor Launay                          |

## Ocenění
- Lumières: nominace v kategorii nejlepší ženský herecký výkon (Sidse Babett Knudsenová)
- César: nominace v kategoriích nejlepší herečka (Sidse Babett Knudsenová) a nejlepší adaptace (Séverine Bosschem a Emmanuelle Bercot)
- Magritte: nominace v kategorii nejlepší herečka ve vedlejší roli (Isabelle de Hertogh)